# Otáčky za minutu
Otáčka za minutu, značka jednotky ot/min je jednotkou kmitočtu (frekvence) otáčení u točivých strojů. Jedna otáčka za minutu odpovídá 1/60 Hertzu. Používá se zejména pro vyjádření rychlosti otáčení nejrůznějších mechanických zařízení - točivých strojů, například motorů, turbín nebo gramofonových desek. Udává počet plných otočení, které zařízení, nebo některá jeho část udělá za minutu.
Soustava jednotek SI neuznává otáčky za minutu jako jednotku. Jednotky úhlové frekvence a úhlové rychlosti definuje jako rad s−1 a jednotky frekvence jako Hz, což se rovná s−1.
Jednotka se užívá v uvedených případech místo jednotky hertz; hodnota v ot/min je přesně 60× vyšší, tj. 1 Hz = 60 ot/min.

## Otáčky některých rotačních těles a zařízení
Otáčky některých rotačních těles a zařízení v otáčkách za minutu (ot/min):
- 0,000 694 – otáčky Země kolem vlastní osy; jeden den přibližně ⇒ 1 / (24 × 60)
- 0,016 666 – otáčka velké ručičky běžných mechanických hodin (přesně jedna šedesátina)
- 102 až 20 000 – pístové spalovací motory obecně
- 500 – rotace audio CD při čtení vnitřních sektorů
- 700 až 20 000 – motor závodního automobilu
- 700 až 7 000 – motor běžného automobilu
- 180 až 4 800 – ventilátory v počítačích
- 3 000 – parní turbogenerátory, pohánějící alternátory pro výrobu elektřiny do elektrorozvodné sítě; otáčky vyplývají z frekvence sítě 50 Hz (50 hertz × 60 sekund = 3000 otáček za minutu)
- 15 000 – Powerball (spíše podstatně méně, světový rekord je přes 16 000 v r. 2013)
- 100 000 – pracovní otáčky turbomolekulární vývěvy
- 290 000 – maximální otáčky turbodmychadla
- 500 000 – otáčky gyrokompasu
- 500 000 – těchto otáček mohou dosáhnout moderní zubní vrtačky
- až 800 000 – pracovní otáčky ultracentrifug

## Otáčky gramofonových desek
První gramofonové desky byly přehrávány obvykle rychlostí 78 ot/min.
Později se ustálila rychlost 33⅓ otáček za minutu pro dlouhohrající desku, 45 otáček pro malou gramofonovou desku a Extended play a 16⅔ otáček pro některé dlouhohrající desky s mluveným slovem. Desky s větším průměrem se obvykle přehrávaly nižší rychlostí, neboť pro kvalitu reprodukce je důležitá rychlost posunu hrotu přenosky vůči povrchu disku. Desky s velkým průměrem měly tak při nižší úhlové rychlosti přibližně stejnou povrchovou rychlost posunu přenosky (což platí hlavně u začátku desky).

## Otáčky počítačových pevných disků
Otáčky počítačových pevných disků v otáčkách za minutu (ot/min):
- notebookové disky
  - 4 200 – použití ve velmi malých noteboocích z důvodu úspory energie, málo používané,
  - 5 400,
  - 7 200.
- disky do stolních počítačů a serverů
  - 5 400 – tato rychlost se používá u úsporných disků, např. Western Digital Green power, výhodou je nižší spotřeba elektřiny, hluk a teplota,
  - 7 200 – tato rychlost je použita u drtivé většiny prodávaných pevných disků,
  - 10 000 – u dražších výkonných disků (např. Western Digital Raptor),
  - 15 000 – u velmi drahých superrychlých serverových disků, už je většinou nahrazují výkonná serverová SSD.